# Campeonato de Primera D 1998-99
El Campeonato de Primera D 1998-99 fue la cuadragésima novena edición de la categoría. Se disputó desde el 5 de septiembre de 1998 hasta el 24 de julio de 1999. 
Los nuevos participantes fueron: Fénix, que volvió de la desafiliación y los descendidos de la Primera C, Midland y Claypole. 
El campeonato fue disputado por 15 equipos, que jugaron dos torneos de 14 fechas. El primero de la temporada, denominado Apertura 1998, fue ganado por Argentino de Merlo. En el segundo, denominado Clausura 1999, se proclamó ganador Victoriano Arenas. 
El campeonato y el primer ascenso fueron obtenido por Argentino de Merlo, que de ese modo se coronó campeón y ascendió a la Primera C. Por su parte, el ganador del Torneo reducido fue Midland, que obtuvo el segundo ascenso. 
Por otra parte, se determinó la desafiliación por un año de Ferrocarril Urquiza, por medio de la tabla de promedios.

## Ascensos y descensos
| Promedio | Desafiliado de la Primera D 1997-98 |
| -------- | ----------------------------------- |
| 15.º     | Atlas                               |

| Reafiliado |
| ---------- |
| Fénix      |

| Posición  | Ascendidos a la Primera C 1998-99 |
| --------- | --------------------------------- |
| Campeón   | Juventud Unida                    |
| Gan. red. | Lugano                            |

| Promedio | Descendidos de la Primera C 1997-98 |
| -------- | ----------------------------------- |
| 17.º     | Midland                             |
| 18.º     | Claypole                            |

## Equipos
| Equipo              | Ciudad           | Estadio                                | Capacidad |
| ------------------- | ---------------- | -------------------------------------- | --------- |
| Acassuso            | Boulogne         | La Quema                               | 800       |
| Argentino de Merlo  | Merlo            | Argentino de Merlo                     | 11.000    |
| Central Ballester   | José León Suárez | Libertarios Unidos                     | 6000      |
| Centro Español      | Haedo            | Delfín Edmundo Benítez Guillermo Laza  | 500 3000  |
| Claypole            | Claypole         | Rodolfo Vicente Capocasa               | 1000      |
| Fénix               | Pilar            | Ricardo Puga                           | 2500      |
| Ferrocarril Urquiza | Villa Lynch      | Monumental de Villa Lynch              | 1000      |
| Midland             | Libertad         | Ciudad de Libertad                     | 7000      |
| Muñiz               | Muñiz            | Ricardo Puga La Quema                  | 2500 800  |
| Puerto Nuevo        | Campana          | Rubén Carlos Vallejos                  | 500       |
| Sacachispas         | Buenos Aires     | Roberto Larrosa                        | 4000      |
| Sportivo Barracas   | Buenos Aires     | No posee                               | -         |
| Victoriano Arenas   | Valentín Alsina  | Saturnino Moure                        | 1500      |
| Villa San Carlos    | Berisso          | Genacio Sálice                         | 4000      |
| Yupanqui            | Buenos Aires     | Delfín Edmundo Benítez Roberto Larrosa | 500 4000  |

| 1. 2. 3. 4. 5. 6. 7. 8. |

### Distribución geográfica de los equipos
| Región                                   | Cant. | Equipos |
| ---------------------------------------- | ----- | --- |
| Conurbano bonaerense                     | 10    | Acassuso, Argentino de Merlo, Central Ballester, Centro Español, Claypole, Fénix, Ferrocarril Urquiza, Midland, Muñiz y Victoriano Arenas |
| Ciudad de Buenos Aires                   | 3     | Sacachispas, Sportivo Barracas y Yupanqui                                                                                                 |
| Gran La Plata                            | 1     | Villa San Carlos |
| Interior de la provincia de Buenos Aires | 1     | Puerto Nuevo |

## Formato

### Competición
Se disputaron dos torneos: Apertura y Clausura. En cada uno de ellos, los 15 equipos se enfrentaron todos contra todos. Ambos se jugaron a una sola rueda. Los partidos disputados en el Torneo Clausura representaron los desquites de los del Torneo Apertura, invirtiendo la localía. Si el ganador de ambas fases fuera el mismo equipo, sería el campeón. En cambio, si los ganadores del Apertura y el Clausura fueran dos equipos distintos disputarían una final a dos partidos para determinarlo. En el primer caso, el equipo mejor ubicado en la tabla general (excluyendo al campeón) o el perdedor de la final, en el segundo caso, clasificaría a las semifinales del Torneo reducido.
Por otra parte, los seis equipos que, al finalizar la disputa, ocuparon los primeros puestos de la tabla general de la temporada (excluyendo al campeón y al clasificado a las semifinales) clasificaron a los cuartos de final del Torneo reducido.

### Ascensos
El campeón obtuvo el primer ascenso a la Primera C y el ganador del Torneo reducido logró el segundo.

### Descensos
Al final de la temporada, el equipo con el peor promedio fue suspendido en su afiliación por un año.

## Torneo Apertura 1998
| Pos | Equipo              | PJ | PG | PE | PP | GF | GC | Pts |
| --- | ------------------- | -- | -- | -- | -- | -- | -- | --- |
| 1   | Argentino de Merlo  | 14 | 10 | 2  | 2  | 32 | 12 | 32  |
| 2   | Fénix               | 14 | 9  | 3  | 2  | 44 | 18 | 30  |
| 3   | Villa San Carlos    | 14 | 8  | 5  | 1  | 34 | 18 | 29  |
| 4   | Claypole            | 14 | 7  | 2  | 3  | 19 | 16 | 23  |
| 5   | Victoriano Arenas   | 14 | 6  | 5  | 3  | 16 | 15 | 23  |
| 6   | Centro Español      | 14 | 6  | 5  | 3  | 19 | 18 | 23  |
| 7   | Sacachispas         | 14 | 6  | 3  | 6  | 19 | 20 | 21  |
| 8   | Ferrocarril Midland | 14 | 4  | 8  | 2  | 21 | 15 | 20  |
| 9   | Sportivo Barracas   | 14 | 5  | 2  | 7  | 18 | 17 | 17  |
| 10  | Ferrocarril Urquiza | 14 | 4  | 3  | 7  | 18 | 27 | 15  |
| 11  | Yupanqui            | 14 | 3  | 6  | 5  | 20 | 31 | 15  |
| 12  | Puerto Nuevo        | 14 | 3  | 5  | 6  | 19 | 20 | 14  |
| 13  | Acassuso            | 14 | 3  | 1  | 10 | 17 | 29 | 10  |
| 14  | Central Ballester   | 14 | 2  | 4  | 8  | 12 | 26 | 10  |
| 15  | Muñiz               | 14 | 0  | 4  | 10 | 10 | 35 | 4   |

|  | Clasificado a la final. |

## Torneo Clausura 1999
| Pos | Equipo              | PJ | PG | PE | PP | GF | GC | Pts |
| --- | ------------------- | -- | -- | -- | -- | -- | -- | --- |
| 1   | Victoriano Arenas   | 14 | 11 | 2  | 1  | 42 | 10 | 35  |
| 2   | Argentino de Merlo  | 14 | 9  | 2  | 3  | 36 | 14 | 29  |
| 3   | Villa San Carlos    | 14 | 9  | 2  | 3  | 37 | 17 | 29  |
| 4   | Sportivo Barracas   | 14 | 8  | 3  | 3  | 29 | 16 | 27  |
| 5   | Fénix               | 14 | 8  | 3  | 3  | 29 | 23 | 27  |
| 6   | Ferrocarril Midland | 14 | 7  | 3  | 4  | 26 | 18 | 24  |
| 7   | Claypole            | 14 | 7  | 2  | 5  | 23 | 26 | 23  |
| 8   | Muñiz               | 14 | 6  | 2  | 6  | 22 | 25 | 20  |
| 9   | Sacachispas         | 14 | 6  | 2  | 6  | 17 | 26 | 20  |
| 10  | Ferrocarril Urquiza | 14 | 4  | 3  | 7  | 10 | 23 | 15  |
| 11  | Acassuso            | 14 | 3  | 4  | 7  | 13 | 19 | 13  |
| 12  | Central Ballester   | 14 | 4  | 1  | 9  | 18 | 25 | 13  |
| 13  | Centro Español      | 14 | 2  | 2  | 10 | 12 | 30 | 8   |
| 14  | Yupanqui            | 14 | 2  | 1  | 11 | 16 | 44 | 7   |
| 15  | Puerto Nuevo        | 14 | 0  | 4  | 10 | 8  | 25 | 4   |

|  | Clasificado a la final. |

## Final por el título
Se disputó en dos partidos entre los respectivos ganadores del Apertura y Clausura. Argentino de Merlo se coronó campeón y ascendió a la Primera C.
| 19 de junio de 1999 | Victoriano Arenas | 0:2 | Argentino de Merlo | Estadio Saturnino Moure, Buenos Aires |  |

| 26 de junio de 1999 | Argentino de Merlo | 1:0 | Victoriano Arenas | Estadio de Argentino de Merlo, Merlo |  |

## Tabla de posiciones general de la temporada
| Pos | Equipo              | PJ | PG | PE | PP | GF | GC | DG  | Pts |
| --- | ------------------- | -- | -- | -- | -- | -- | -- | --- | --- |
| 1   | Argentino de Merlo  | 28 | 19 | 4  | 5  | 68 | 26 | 42  | 61  |
| 2   | Villa San Carlos    | 28 | 17 | 7  | 4  | 71 | 35 | 36  | 58  |
| 3   | Victoriano Arenas   | 28 | 17 | 7  | 4  | 58 | 25 | 33  | 58  |
| 4   | Fénix               | 28 | 17 | 6  | 5  | 73 | 41 | 32  | 57  |
| 5   | Claypole            | 28 | 14 | 4  | 10 | 42 | 42 | 0   | 46  |
| 6   | Ferrocarril Midland | 28 | 11 | 11 | 6  | 47 | 33 | 14  | 44  |
| 7   | Sportivo Barracas   | 28 | 13 | 5  | 10 | 47 | 33 | 14  | 44  |
| 8   | Sacachispas         | 28 | 12 | 5  | 11 | 36 | 46 | -10 | 41  |
| 9   | Centro Español      | 28 | 8  | 7  | 13 | 31 | 48 | -17 | 31  |
| 10  | Ferrocarril Urquiza | 28 | 8  | 6  | 14 | 28 | 50 | -22 | 30  |
| 11  | Muñiz               | 28 | 6  | 6  | 16 | 32 | 60 | -28 | 24  |
| 12  | Acassuso            | 28 | 6  | 5  | 17 | 30 | 48 | -18 | 23  |
| 13  | Central Ballester   | 28 | 6  | 5  | 17 | 30 | 51 | -21 | 23  |
| 14  | Yupanqui            | 28 | 5  | 7  | 16 | 36 | 75 | -39 | 22  |
| 15  | Puerto Nuevo        | 28 | 3  | 9  | 16 | 27 | 45 | -18 | 18  |

|  | Campeón de la temporada y primer ascendido.                           |
|  | Clasificado a las semifinales del reducido como perdedor de la final. |
|  | Clasificados a cuartos de final del reducido.                         |

## Torneo reducido

### Cuadro de desarrollo
|  | Cuartos de final  | Cuartos de final  | Cuartos de final  | Cuartos de final  | Cuartos de final  |   |                  | Semifinal        | Semifinal        | Semifinal        | Semifinal        | Semifinal        |  |                  | Final            | Final            | Final            | Final            | Final            |  |
|  | 19 al 26 de junio | 19 al 26 de junio | 19 al 26 de junio | 19 al 26 de junio | 19 al 26 de junio |   |                  | 3 al 10 de julio | 3 al 10 de julio | 3 al 10 de julio | 3 al 10 de julio | 3 al 10 de julio |  |                  | 17 y 24 de julio | 17 y 24 de julio | 17 y 24 de julio | 17 y 24 de julio | 17 y 24 de julio |  |
|  |                   |                   |                   |                   |                   |   |                  |                  |                  |                  |                  |                  |  |                  |                  |                  |                  |                  |                  |  |
|  |                   |                   |                   |                   |                   |   |                  |                  |                  |                  |                  |                  |  |                  |                  |                  |                  |                  |                  |  |
|  | Villa San Carlos  | Villa San Carlos  | 2                 | 2                 | 4                 |   |                  |                  |                  |                  |                  |                  |  |                  |                  |                  |                  |                  |                  |  |
|  | Villa San Carlos  | Villa San Carlos  | 2                 | 2                 | 4                 |   |                  |                  |                  |                  |                  |                  |  |                  |                  |                  |                  |                  |                  |  |
|  | Sacachispas       | Sacachispas       | 1                 | 0                 | 1                 |   |                  |                  |                  |                  |                  |                  |  |                  |                  |                  |                  |                  |                  |  |
|  | Sacachispas       | Sacachispas       | 1                 | 0                 | 1                 |   | Villa San Carlos | Villa San Carlos | 0                | 6                | 6                |                  |  |                  |                  |                  |                  |                  |                  |  |
|  |                   |                   |                   |                   |                   |   | Villa San Carlos | Villa San Carlos | 0                | 6                | 6                |                  |  |                  |                  |                  |                  |                  |                  |  |
|  |                   |                   | Fénix             | Fénix             | 2                 | 0 | 2                |                  |                  |                  |                  |                  |  |                  |                  |                  |                  |                  |                  |  |
|  | Fénix             | Fénix             | Fénix             | Fénix             | 2                 | 0 | 2                | 3                | 3                | 6                |                  |                  |  |                  |                  |                  |                  |                  |                  |  |
|  | Fénix             | Fénix             |                   |                   |                   |   |                  |                  |                  | 6                |                  |                  |  |                  |                  |                  |                  |                  |                  |  |
|  | Sportivo Barracas | Sportivo Barracas | 0                 | 1                 | 1                 |   |                  |                  |                  |                  |                  |                  |  |                  |                  |                  |                  |                  |                  |  |
|  | Sportivo Barracas | Sportivo Barracas | 0                 | 1                 | 1                 |   |                  |                  |                  |                  |                  |                  |  | Villa San Carlos | Villa San Carlos | 1                | 3                | 4                |                  |  |
|  |                   |                   |                   |                   |                   |   |                  |                  |                  |                  |                  |                  |  | Villa San Carlos | Villa San Carlos | 1                | 3                | 4                |                  |  |
|  |                   |                   | Midland           | Midland           | 3                 | 2 | 5                |                  |                  |                  |                  |                  |  |                  |                  |                  |                  |                  |                  |  |
|  |                   |                   | Midland           | Midland           | 3                 | 2 | 5                |                  |                  |                  |                  |                  |  |                  |                  |                  |                  |                  |                  |  |
|  |                   |                   |                   |                   |                   |   |                  |                  |                  |                  |                  |                  |  |                  |                  |                  |                  |                  |                  |  |
|  |                   |                   |                   |                   |                   |   |                  |                  |                  |                  |                  |                  |  |                  |                  |                  |                  |                  |                  |  |
|  |                   | Victoriano Arenas | Victoriano Arenas | 0                 | 1                 | 1 |                  |                  |                  |                  |                  |                  |  |                  |                  |                  |                  |                  |                  |  |
|  |                   |                   |                   |                   |                   | 1 |                  |                  |                  |                  |                  |                  |  |                  |                  |                  |                  |                  |                  |  |
|  |                   |                   | Midland           | Midland           | 0                 | 2 | 2                |                  |                  |                  |                  |                  |  |                  |                  |                  |                  |                  |                  |  |
|  | Claypole          | Claypole          | Midland           | Midland           | 0                 | 2 | 2                | 1                | 1                | 2                |                  |                  |  |                  |                  |                  |                  |                  |                  |  |
|  | Claypole          | Claypole          |                   |                   |                   |   |                  |                  |                  | 2                |                  |                  |  |                  |                  |                  |                  |                  |                  |  |
|  | Midland           | Midland           | 2                 | 4                 | 6                 |   |                  |                  |                  |                  |                  |                  |  |                  |                  |                  |                  |                  |                  |  |
|  | Midland           | Midland           | 2                 | 4                 | 6                 |   |                  |                  |                  |                  |                  |                  |  |                  |                  |                  |                  |                  |                  |  |
|  |                   |                   |                   |                   |                   |   |                  |                  |                  |                  |                  |                  |  |                  |                  |                  |                  |                  |                  |  |

- Nota: En cada llave, el equipo que ocupa la primera línea es el que definió la serie como local y tuvo ventaja deportiva, por su mejor ubicación en la tabla.

## Tabla de descenso
| Pos  | Equipo              | 1997-98 | 1998-99 | 1999-00 | Pts | PJ | Promedio |
| ---- | ------------------- | ------- | ------- | ------- | --- | -- | -------- |
| 1.º  | Argentino de Merlo  | -       | 54      | 61      | 115 | 56 | 2,054    |
| 2.º  | Fénix               | -       | -       | 57      | 57  | 28 | 2,036    |
| 3.º  | Claypole            | 55      | -       | 46      | 101 | 54 | 1,870    |
| 4.º  | Sacachispas         | 53      | 54      | 41      | 148 | 82 | 1,805    |
| 5.º  | Villa San Carlos    | 44      | 45      | 58      | 147 | 82 | 1,793    |
| 6.º  | Victoriano Arenas   | 30      | 49      | 58      | 137 | 82 | 1,671    |
| 7.º  | Ferrocarril Midland | -       | -       | 44      | 44  | 28 | 1,571    |
| 8.º  | Puerto Nuevo        | 41      | 48      | 18      | 107 | 82 | 1,305    |
| 9.º  | Yupanqui            | 32      | 44      | 22      | 98  | 82 | 1,195    |
| 10.º | Sportivo Barracas   | 22      | 24      | 44      | 90  | 82 | 1,098    |
| 11.º | Centro Español      | 27      | 32      | 31      | 90  | 82 | 1,098    |
| 12.º | Acassuso            | 33      | 31      | 23      | 87  | 82 | 1,061    |
| 13.º | Central Ballester   | -       | 30      | 23      | 53  | 56 | 0,946    |
| 14.º | Muñiz               | 25      | 23      | 24      | 72  | 82 | 0,878    |
| 15.º | Ferrocarril Urquiza | -       | 19      | 30      | 49  | 56 | 0,875    |

|  | Desafiliado por una temporada. |